# Những cuộc xâm lược của người Hồi giáo

Thời đại Khalip
Lãnh thổ mở rộng bởi Muhammad, 622–632/A.H. 1-11
Lãnh thổ mở rộng bởi Nhà Rashidun, 632–661/A.H. 11-40
Lãnh thổ mở rộng bởi Nhà Umayyad, 661–750/A.H. 40-129

Cuộc xâm lược Hồi Giáo (tiếng Ả Rập: الغزوات, al-Ġazawāt hoặc الفتوحات الإسلامية, al-Fatūḥāt al-Islāmiyya), Cuộc xâm lược của người Ả Rập, Cuộc xâm lược I-xơ-lam hay Cuộc chinh phục của người Hồi Giáo bắt đầu sau cái chết của vị sứ giả Hồi giáo Muhammad. Ông thành lập một chính thể thống nhất Bán đảo Ả Rập và sau đó được mở rộng bởi Đế quốc Ả Rập.
Họ đã mở rộng lãnh thổ ra khỏi bán đảo Ả Rập. Vào lúc đỉnh cao biên giới phía đông của họ đã giáp với nhà Đường ở Trung Quốc khắp vùng Trung Đông, Bắc Phi và bán đảo Iberia. Những cuộc chinh phục này đem theo sự truyền bá đạo Hồi ra khỏi bán đảo Ả Rập.